# Liste der Könige von Asturien
Die Liste der Könige von Asturien enthält die Herrscher des mittelalterlichen Königreichs Asturien, von dessen Begründung im frühen 8. Jahrhundert bis in das frühe 10. Jahrhundert, als es im Königreich León aufging.

## Liste der Könige von Asturien
| Bild | Name Kastilisch (Lebensdaten)                                      | Regierungszeit | Verwandtschaft                    | Anmerkungen |
| ---- | ------------------------------------------------------------------ | -------------- | --------------------------------- | --- |
|      | Pelagius Pelayo (* um 685; † 737)                                  | 718–737        |                                   | Westgotischer Adliger. Revoltierte gegen die seit 711 auf der iberischen Halbinsel bestehenden Herrschaft der Mauren und wurde in den Bergen Asturiens zum König oder Fürst erhoben. Siegte über die Mauren 722 in der Schlacht von Covadonga, was als Beginn der christlich-spanischen Reconquista angesehen wird. |
|      | Fafila Favila († 739)                                              | 737–739        | Sohn des Vorgängers               | |
|      | Alfons I. der Katholische Alfonso el Católico (* 693; † 757)       | 739–757        | Schwiegersohn von Pelagius        | Eroberte Galicien. |
|      | Fruela I. (* 722; † 768)                                           | 757–768        | Sohn des Vorgängers               | |
|      | Aurelio (* um 740; † 774)                                          | 768–774        | Neffe von Alfons I.               | |
|      | Silo († 783)                                                       | 774–783        | Schwiegersohn von Alfons I.       | |
|      | Mauregato (* um 719; † 788)                                        | 783–788        | Sohn von Alfons I.                | |
|      | Bermudo I. der Diakon Bermudo el Diácono (* um 750; † 797)         | 788–791        | Bruder von Aurelio                | |
|      | Alfons II. der Keusche Alfonso el Casto (* 761/768; † 842)         | 791–842        | Sohn von Fruela I.                | |
|      | Nepotianus Nepociano († nach 842)                                  | 842            | angeblich Schwager von Alfons II. | |
|      | Ramiro I. (* um 790; † 1. Februar 850)                             | 842–850        | Sohn von Bermudo I.               | |
|      | Ordoño I. (* 821; † 27. Mai 866)                                   | 850–866        | Sohn des Vorgängers               | |
|      | Alfons III. der Große Alfonso el Magno (* 848; † 20. Dezember 910) | 866–910        | Sohn des Vorgängers               | Wurde von seinen drei Söhnen gestürzt, die das Königreich unter sich aufteilten. |
|      | García I. (* um 871; † 914)                                        | 910–914        | Sohn von Alfons III.              | Übernahm 910 das Königreich León, das nach seinem Tod an Ordoño II. ging. |
|      | Ordoño II. (* um 871; † Juni 924)                                  | 910–924        | Sohn von Alfons III.              | Übernahm 910 das Königreich Galicien und 914 auch León. Siegte 917 über die Mauren bei San Esteban de Gormaz, unterlag ihnen aber 920 bei Valdejunquera. Nach seinem Tod wurde León-Galicien von Fruela II. übernommen.                                                                                             |
|      | Fruela II. der Aussätzige (* um 875; † August 925)                 | 910–925        | Sohn von Alfons III.              | Übernahm 910 das Königreich Asturien und 924 auch León-Galicien. |

| Asturien ging im Königreich León-Galicien auf. Für die nachfolgenden Könige siehe: Liste der Könige von León |

## Fürstentum Asturien
1388 richtete König Johann I. von Kastilien-León zur materiellen Versorgung des Kronprinzen das Fürstentum Asturien ein. Seither tragen die spanischen Thronfolger den Titel „Fürst von Asturien“ (Príncipe de Asturias).